# Стадіо Мапеі - Чітта дель Тріколоре
Стадіо Мапеї - Чітта дель Тріколоре (італ. Mapei Stadium-Città del Tricolore) — футбольний стадіон у Реджо-нель-Емілія, Італія. Домашня арена двох італійських клубів: «Реджана» та «Сассуоло».

## Історія
Збудований у 1995 році на місці «Стадіо Мірабельо». Отримав ім'я Чітта дель Тріколоре 11 березня 2012 року. До того носив назву Стадіо Джильо. 8 липня 2013 отримав нинішню назву після спонсорської угоди з Mapei S.P.A. В грудні 2013 року був куплений Джорджо Сквінці.

## Використання
Домашній стадіон клубів «Реджана» (1995- ) та Сассуоло (2013- ). У сезоні 2011–2012 на ньому проводив домашні матчі клуб «Карпі». В 2016 році на ньому проходив фінал жіночої Ліги чемпіонів. Також регбійна команда «Зебре» з Парми проводить на ньому домашні ігри.